# ناحیه مندی بهاءالدین
ناحیه مندی بهاءالدین (به انگلیسی: Mandi Bahauddin District) یکی از ناحیه‌های پاکستان در پاکستان است که در پنجاب واقع شده‌است. ناحیه مندی بهاءالدین ۲٬۶۷۳ کیلومتر مربع مساحت و ۱٬۵۹۳٬۲۹۲ نفر جمعیت دارد.